# Route de Charlemagne

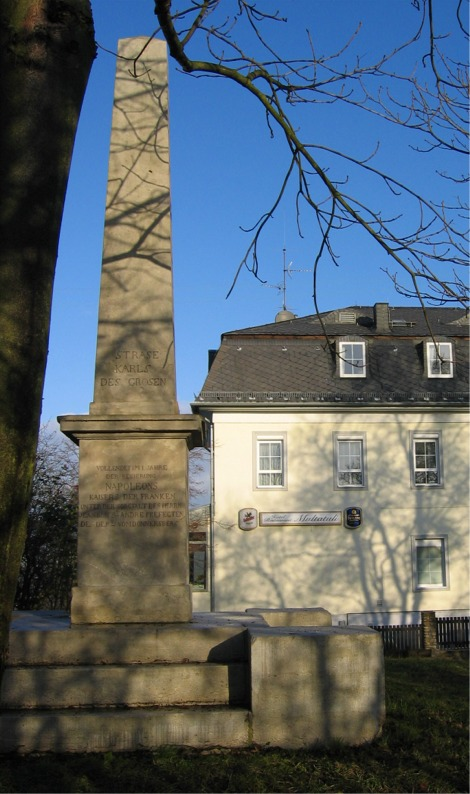
Obelisk zur Erinnerung an den Bau der „Route de Charlemagne“ in Nieder-Ingelheim

Die Route de Charlemagne war eine Straße im nördlichen Rheinhessen, die zu Ehren Karls des Großen benannt wurde. Sie führte von Finthen über Wackernheim am Mainzer Berg entlang nach Nieder-Ingelheim und weiter über das heutige Ingelheim-West nach Gaulsheim und Kempten und erreichte bei Bingen den Rhein. Ihr Verlauf entspricht im Wesentlichen der heutigen Landesstraße 419.

## Geschichte
Mit dem Frieden von Campo Formio 1797 gelangten die Ortschaften in Folge des Ersten Koalitionskrieges an Frankreich. Die nunmehr französischen Gemeinden lagen in den Kantonen Nieder-Olm, Oberingelheim und Bingen, die zusammen mit 35 weiteren Kantonen das Département du Mont-Tonnerre bildeten. Zur Verbesserung der Infrastruktur ließ der französische Präfekt des Départements Jeanbon St. André entlang der linken Seite des Rheins zwischen 1803 und 1805 eine Straße von Koblenz nach Mainz bauen.
Begründet wurde die Namensgebung damit, dass man beim Bau Reste einer alten Straße Karls des Großen gefunden habe. Es ist wahrscheinlicher, dass die Reste der alten römischen Rheintalstraße gefunden wurden, denn über Straßenbauten Karls des Großen ist nichts bekannt. Die Benennung nach Karl dem Großen passte in das propagandistische Konzept Napoleons, d. h. die Betonung der Zugehörigkeit des zu Frankreich geschlagenen linken Rheinufers zum „Frankenreich“ durch die Erinnerung an das Reich Karls des Großen.

## Straßendenkmal
Auf einem 1807 errichteten Obelisken bei Nieder-Ingelheim (Lage) sind die relevanten Personen für den Straßenbau verewigt. Neben Jeanbon St. André sind dies Eustache de Saint-Far, französischer Architekt und Stadtbaumeister, ausgebildet an der École Nationale des Ponts et Chaussées, Six, Inspecteur des Ponts et Chaussées, Arnold, Ingenieur des Arrondissement de Mayence, Odobel, Conducteur Principal (Generalunternehmer) und Jung, Bürgermeister von Nieder-Ingelheim. Der Bauunternehmer Jaques Kraetzer aus Mainz hat das Denkmal setzen lassen und ist auf der Westseite des Obelisken genannt.

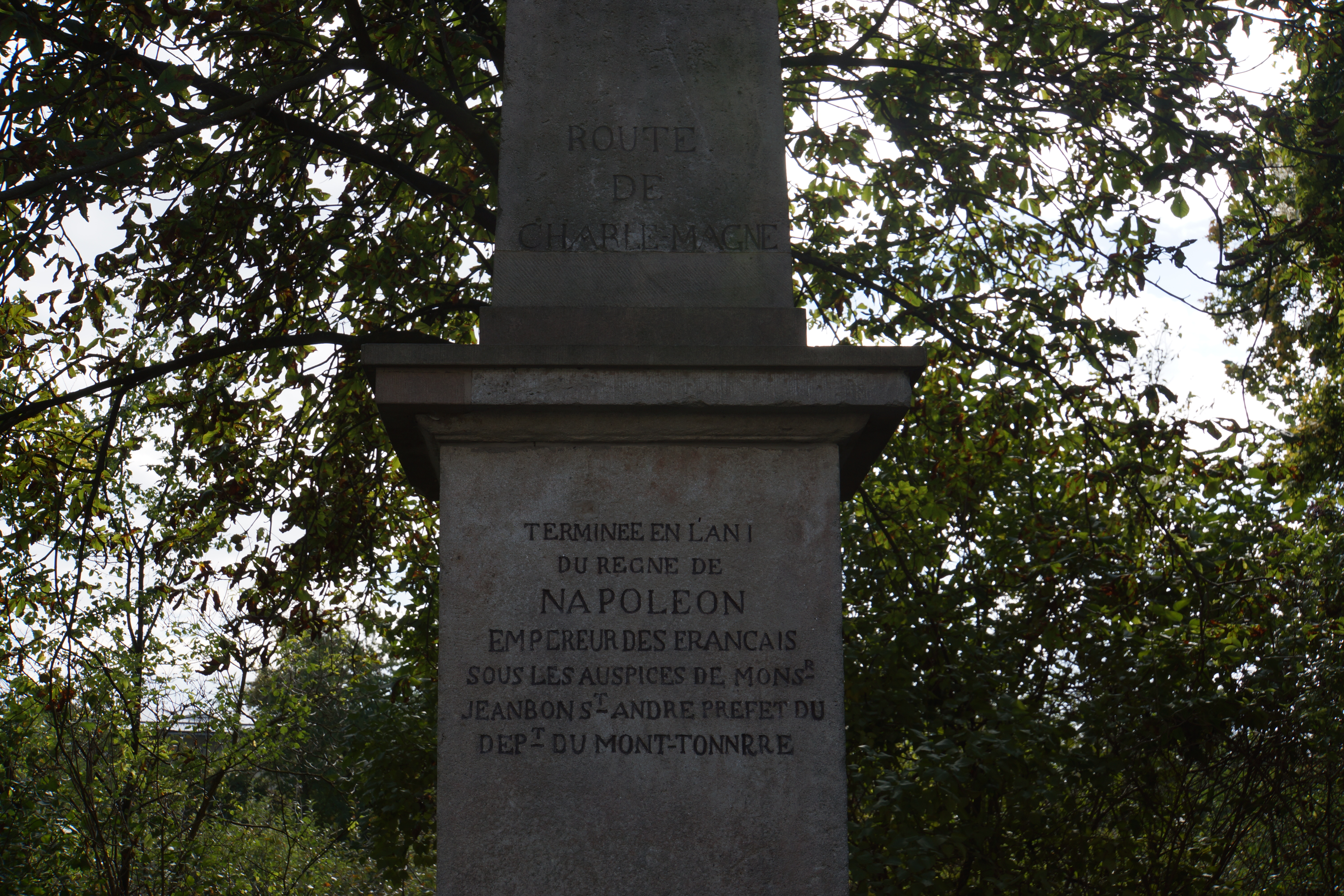
Nordseite des Obelisken mit französischer Inschrift

Der Zeitpunkt der Fertigstellung der Straße wird zweisprachig im Norden in Französisch und im Süden in Deutsch angegeben:
STRASE

KARLS

DES GROSEN

VOLLENDET IM I. JAHRE

DER REGIERUNG

NAPOLEONS

KAISERS DER FRANKEN

UNTER DER SORGFALT DES HERRN

JEANBON ST ANDRE PREFECTEN

DES DEPT VOM DONNERSBERG
Rudolph Eickemeyer weist in seiner Schrift „Über den Sittlichen und Kunstwerth öffentlicher Denkmäler“, erschienen in der Baumgärtnerische Buchhandlung, Leipzig 1820, auf Seite 99 darauf hin, dass die auf Napoleon hinweisende Beschriftung ausgemeißelt wurde. Demnach wurde sie später wieder ergänzt.